# Chango Juárez
Julio César "El Chango" Juárez (Villa María; Córdoba, Argentina; 25 de septiembre de 1948 - Villa Carlos Paz; Córdoba, Argentina; 16 de octubre de 2018) fue un actor y humorista argentino de larga trayectoria.

## Carrera
Con más de cuarenta años en el escenario, tuvo una vasta trayectoria en peñas, festivales como Cosquín, espectáculos de humor, radio y televisión. Fue uno de los cómicos más populares de la provincia de Córdoba.
Era profesor, cantante y bailarín de folklore y llegó a la ciudad de Córdoba en 1971, donde formó parte de un grupo folclórico y «como tenía cara de loco» y mucha picardía, era el encargado de contar chistes y aflojar al público antes de cada actuación.
Además de su histrionismo y su capacidad para hacer reír, el Chango fue pieza clave en la construcción del humor local. Como humorista marcó una gran etapa de la revista Hortensia y el humor de Córdoba, posicionándolo en el país. Trascendió las fronteras de Córdoba y fue conocido en toda argentina con memorables actuaciones en Jesús María y Cosquín.
Participó en el programa humorístico Café Fashion donde compartió pantalla con Fernando Siro, Beatriz Salomón, Ginette Reynal, Carlos Sánchez, Sapo Cativa, Norman Erlich, Esteban Mellino, Beto César, Negro Álvarez, Cacho Buenaventura, Chichilo Viale, Daniel Aráoz, entre muchos otros.
Durante cuarenta años, realizó su espectáculo en la Peña Los Creadores y supo protagonizar varias obras de teatro con otros cómicos como El Mudo Esperanza, Jorge y Modesto Tissera y otros más. Asimismo, hace algunos meses se había sumado a una convocatoria de la Dirección de Cultura para trabajar sobre la recuperación del humor entre los chicos de las escuelas de la ciudad. 
Se había presentado en la pasada edición del Festival Pensar con junto al colectivo Humoristas Amuchados.
En 1998 participó en Del humor en Córdoba, un corto documental realizado para la Cátedra de Realización Audiovisual II de la carrera de Cine y TV UNC. Participaron también de esa "canalizacón de la idiosincrasia autóctona": Roberto Di Palma, Osvaldo Hepp, Chichilo Viale, Carlos Ortiz y Marino Aguirre.

## Fallecimiento
El Chango Juárez falleció el 16 de octubre del 2018. Dos semanas atrás, mientras estaba actuando, había sufrido un accidente cerebrovascular leve producto de un aneurisma, su médico le indicó reposo absoluto. Tras recuperarse tuvo una recaída y falleció en las últimas horas del 16 de octubre. Tenía setenta años. Le sobreviven sus hijas Carla y Valeria.
Se estaba por casar con su pareja de más de treinta años dos semanas después de su muerte. El lunes 15 de octubre del 2018 se presentó en un evento de la Municipalidad de Carlos Paz donde fue a ver a su amigo el Mudo Esperanza; le dio un fuerte abrazo y al irse le dijo a su mujer que no se sentía bien y que lo lleve al hospital, allí le dijo al médico: "de esta no zafo", según contó su otro amigo el también humorista Jorge Tissera.

## Televisión
- 2018: El consultorio del show.
- 2017: App (A pedido del público).
- 2017: Jugada por el humor con el Flaco Pailos, Marcos Ontivero y Carlos Ruiz.
- 2004: Susana Giménez.
- 1999/2001: El humor de Café Fashion.[6]

## Teatro
- Tres grandes tres
- Lo má´ mejores del humor cordobés.
- La Cumbre de la risa
- Noche fascinante, junto al Sapo Cativa, Mario Sánchez y la vedette Jacqueline Guerrero.

## Discos de humor
- Por humor a la vida.[7]
- Monumento al Buen Humor: Monólogos, cuentos y chistes.